# Гімнастика на літніх Олімпійських іграх 2016
До програми змагань з гімнастики на літніх Олімпійських іграх 2016 входили три дисципліни: спортивна гімнастика, художня гімнастика й стрибки на батуті.

## Розклад
| Q | Кваліфікація | F | Фінал |

| Дисципліна↓/Дата →            | Суб 6 | Нед 7 | Пон 8 | Вів 9 | Сер 10 | Чет 11 | Нед 14 | Пон 15 | Вів 16 |
| ----------------------------- | ----- | ----- | ----- | ----- | ------ | ------ | ------ | ------ | ------ |
| Абсолютна першість (чоловіки) | Q     |       |       |       | F      |        |        |        |        |
| Командна першість (чоловіки)  | Q     |       | F     |       |        |        |        |        |        |
| Опорний стрибок (чоловіки)    | Q     |       |       |       |        |        |        | F      |        |
| Вільні вправи (чоловіки)      | Q     |       |       |       |        |        | F      |        |        |
| Кінь (чоловіки)               | Q     |       |       |       |        |        | F      |        |        |
| Кільця (чоловіки)             | Q     |       |       |       |        |        |        | F      |        |
| Паралельні бруси (чоловіки)   | Q     |       |       |       |        |        |        |        | F      |
| Перекладина (чоловіки)        | Q     |       |       |       |        |        |        |        | F      |
| Абсолютна першість (жінки)    |       | Q     |       |       |        | F      |        |        |        |
| Командна першість (жінки)     |       | Q     |       | F     |        |        |        |        |        |
| Опорний стрибок (жінки)       |       | Q     |       |       |        |        | F      |        |        |
| Колода (жінки)                |       | Q     |       |       |        |        |        | F      |        |
| Різновисокі бруси (жінки)     |       | Q     |       |       |        |        | F      |        |        |
| Вільні вправи (жінки)         |       | Q     |       |       |        |        |        |        | F      |

| Дисципліна↓/Дата →          | П'ят 19 | Суб 20 | Нед 21 |
| --------------------------- | ------- | ------ | ------ |
| Індивідуальне багатоборство | Q       | F      |        |
| Групове багатоборство       |         | Q      | F      |

| Дисципліна↓/Дата → | П'ят 12 | П'ят 12 | Суб 13 | Суб 13 |
| ------------------ | ------- | ------- | ------ | ------ |
| Чоловіки           | Q       | F       |        |        |
| Жінки              |         |         | Q      | F      |

## Країни учасниці
- Алжир  (2)
- Аргентина  (2)
- Вірменія  (3)
- Австралія  (3)
- Австрія  (1)
- Азербайджан  (3)
- Білорусь  (12)
- Бельгія  (6)
- Бразилія  (17)
- Болгарія  (6)
- Канада  (8)
- Кабо-Верде  (1)
- Чилі  (2)
- Китай  (20)
- Колумбія  (2)
- Хорватія  (2)
- Куба  (3)
- Кіпр  (1)
- Чехія  (1)
- Єгипет  (1)
- Фінляндія  (2)
- Франція  (13)
- Грузія  (2)
- Німеччина  (17)
- Велика Британія  (13)
- Греція  (9)
- Гватемала  (1)
- Угорщина  (2)
- Ісландія  (1)
- Індія  (1)
- Ірландія  (2)
- Ізраїль  (7)
- Італія  (12)
- Ямайка  (1)
- Японія  (19)
- Казахстан  (2)
- Литва  (1)
- Мексика  (2)
- Монако  (1)
- Нідерланди  (10)
- Нова Зеландія  (3)
- Північна Корея  (2)
- Норвегія  (1)
- Панама  (1)
- Перу  (1)
- Польща  (1)
- Португалія  (3)
- Румунія  (4)
- Росія  (20)
- Словаччина  (1)
- Словенія  (1)
- ПАР  (1)
- Південна Корея  (7)
- Іспанія  (9)
- Швеція  (1)
- Швейцарія  (6)
- Тринідад і Тобаго  (1)
- Туреччина  (2)
- Україна  (13)
- США  (18)
- Узбекистан  (9)
- Венесуела  (1)
- В'єтнам  (2)

## Медалі

### Загальний медальний залік
| Місце  | Країна          | Золото | Срібло | Бронза | Загалом |
| ------ | --------------- | ------ | ------ | ------ | ------- |
| 1      | США             | 4      | 6      | 2      | 12      |
| 2      | Росія           | 3      | 5      | 3      | 11      |
| 3      | Велика Британія | 2      | 2      | 3      | 7       |
| 4      | Японія          | 2      | 0      | 1      | 3       |
| 5      | Україна         | 1      | 1      | 1      | 3       |
| 6      | Німеччина       | 1      | 0      | 1      | 2       |
| 7      | Білорусь        | 1      | 0      | 0      | 1       |
| 8      | Греція          | 1      | 0      | 0      | 1       |
| 9      | Канада          | 1      | 0      | 0      | 1       |
| 10     | Нідерланди      | 1      | 0      | 0      | 1       |
| 11     | Північна Корея  | 1      | 0      | 0      | 1       |
| 12     | Бразилія        | 0      | 2      | 1      | 3       |
| 13     | КНР             | 0      | 1      | 4      | 5       |
| 14     | Іспанія         | 0      | 1      | 0      | 1       |
| 15     | Болгарія        | 0      | 0      | 1      | 1       |
| 16     | Швейцарія       | 0      | 0      | 1      | 1       |
| Всього | Всього          | 18     | 18     | 18     | 54      |

## Спортивна гімнастика

### Чоловіки
| Дисципліна                   | Золото                                                                         | Срібло                                                                                     | Бронза                                                  |
| ---------------------------- | ------------------------------------------------------------------------------ | ------------------------------------------------------------------------------------------ | ------------------------------------------------------- |
| Командні змагання детальніше | Японія (JPN) Рьохей Като Кендзо Сіраї Юсуке Танака Кохей Утімура Кодзі Ямамуро | Росія (RUS) Денис Аблязін Давид Белявський Іван Стретович Микола Куксенков Микита Нагорний | Китай (CHN) Ден Шуді Лін Чаопан Лю Ян Ю Хао Чжан Ченлун |
| Абсолютний залік детальніше  | Кохей Утімура (JPN)                                                            | Олег Верняєв (UKR)                                                                         | Макс Вітлок (GBR)                                       |
| Вільні вправи детальніше     | Макс Вітлок (GBR)                                                              | Дієго Іполіто (BRA)                                                                        | Артур Маріано (BRA)                                     |
| Кінь детальніше              | Макс Вітлок (GBR)                                                              | Луїс Сміт (GBR)                                                                            | Александер Наддур (USA)                                 |
| Кільця детальніше            | Елефтеріос Петруніас (GRE)                                                     | Артур Занетті (BRA)                                                                        | Денис Аблязін (RUS)                                     |
| Опорний стрибок детальніше   | Рі Сегван (PRK)                                                                | Денис Аблязін (RUS)                                                                        | Кендзо Сіраї (JPN)                                      |
| Бруси детальніше             | Олег Верняєв (UKR)                                                             | Данелл Лейва (USA)                                                                         | Давид Белявський (RUS)                                  |
| Перекладина детальніше       | Фабіан Гамбюхен (GER)                                                          | Данелл Лейва (USA)                                                                         | Найл Вілсон (GBR)                                       |

### Жінки
| Дисципліна                   | Золото                                                                     | Срібло                                                                                      | Бронза                                                        |
| ---------------------------- | -------------------------------------------------------------------------- | ------------------------------------------------------------------------------------------- | ------------------------------------------------------------- |
| Командні змагання детальніше | США (USA) Сімон Байлз Геббі Дуглас Лорі Ернандес Медісон Кошан Елі Рейсмен | Росія (RUS) Ангеліна Мельникова Алія Мустафіна Марія Пасєка Дарія Спірідонова Седа Тутхалян | Китай (CHN) Фань Їлінь Мао Ї Шан Чуньсун Тань Цзясінь Ван Янь |
| Абсолютний залік детальніше  | Сімона Байлс (USA)                                                         | Елі Рейсмен (USA)                                                                           | Алія Мустафіна (RUS)                                          |
| Опорний стрибок детальніше   | Сімона Байлс (USA)                                                         | Марія Пасєка (RUS)                                                                          | Джулія Штайнгрубер (SUI)                                      |
| Різновисокі бруси детальніше | Алія Мустафіна (RUS)                                                       | Медісон Кошан (USA)                                                                         | Софі Шедер (GER)                                              |
| Колода детальніше            | Санне Веверс (NED)                                                         | Лорі Ернандес (USA)                                                                         | Сімона Байлс (USA)                                            |
| Вільні вправи детальніше     | Сімона Байлс (USA)                                                         | Елі Рейсмен (USA)                                                                           | Емі Тінклер (GBR)                                             |

## Художня гімнастика
| Дисципліна          | Золото                                                                                             | Срібло                                                                                | Бронза |
| ------------------- | -------------------------------------------------------------------------------------------------- | ------------------------------------------------------------------------------------- | --- |
| Групові детальніше  | Росія (RUS) Віра Бірюкова Анастасія Близнюк Анастасія Максимова Анастасія Татарєва Марія Толкачова | Іспанія (ESP) Сандра Агілар Артемі Гавезу Елена Лопес Лурдес Моедано Алехандра Кереда | Болгарія (BUL) Ренета Камберова Любомира Казанова Міхаела Маєвська Цветеліна Найденова Хрістіана Тодорова |
| Особисті детальніше | Маргарита Мамун (RUS)                                                                              | Яна Кудрявцева (RUS)                                                                  | Ганна Різатдінова (UKR)                                                                                   |

## Стрибки на батуті
| Змагання            | Золото                   | Срібло             | Бронза        |
| ------------------- | ------------------------ | ------------------ | ------------- |
| Чоловіки детальніше | Владислав Гончаров (BLR) | Дон Дон (CHN)      | Ґао Лей (CHN) |
| Жінки детальніше    | Розі Макленнан (CAN)     | Бріоні Пейдж (GBR) | Лі Дань (CHN) |